# Olomouc-Řepčín (nádraží)
Olomouc-Řepčín je železniční stanice na trati Olomouc – Senice na Hané – Prostějov nacházející se v olomoucké čtvrti Řepčín. Byla postavena v letech 1962 až 1973. Z nádraží odbočuje železniční vlečka do Moravských železáren. V minulosti se tato vlečka od trati oddělovala ze zastávky, která byla blíže k centru města. Leží v km 6,871 mezi stanicemi Olomouc-Nová Ulice a Příkazy. Běžný provoz na trati započal roku 1883.
Stanici obsluhují pravidelné osobní vlaky Českých drah linky M4 s intervalem 60 minut v pracovní dny a 120 minut ve dny pracovního klidu v obou směrech (tzn. ve směru Olomouc hl. n. a Senice na Hané, Drahanovice či Prostějov). Stanice je zařazena do Integrovaného dopravního systému Olomouckého kraje.

## Popis
Nádraží má tři staniční koleje, dvě nástupiště, nástupiště u staniční budovy je modernizované a bezbariérové. Druhé nástupiště je sypané a přístup k němu je zajištěn přechodem přes kolej. Ve stanici není zajištěno odbavení pro cestující a tím k jejich odbavení dochází až ve vlaku. Ve stanici je rovněž k dispozici bezbariérová toaleta.
Stanice je obsazena výpravčím, který obsluhuje SZZ typu TEST B. V úseku Olomouc-Řepčín – Olomouc-Nová Ulice je jízda vlaků zabezpečována automatickým hradlem. V úseku Olomouc-Řepčín – Příkazy žádné zabezpečovací zařízení není a jízda vlaků je zabezpečována telefonickým dorozumíváním.

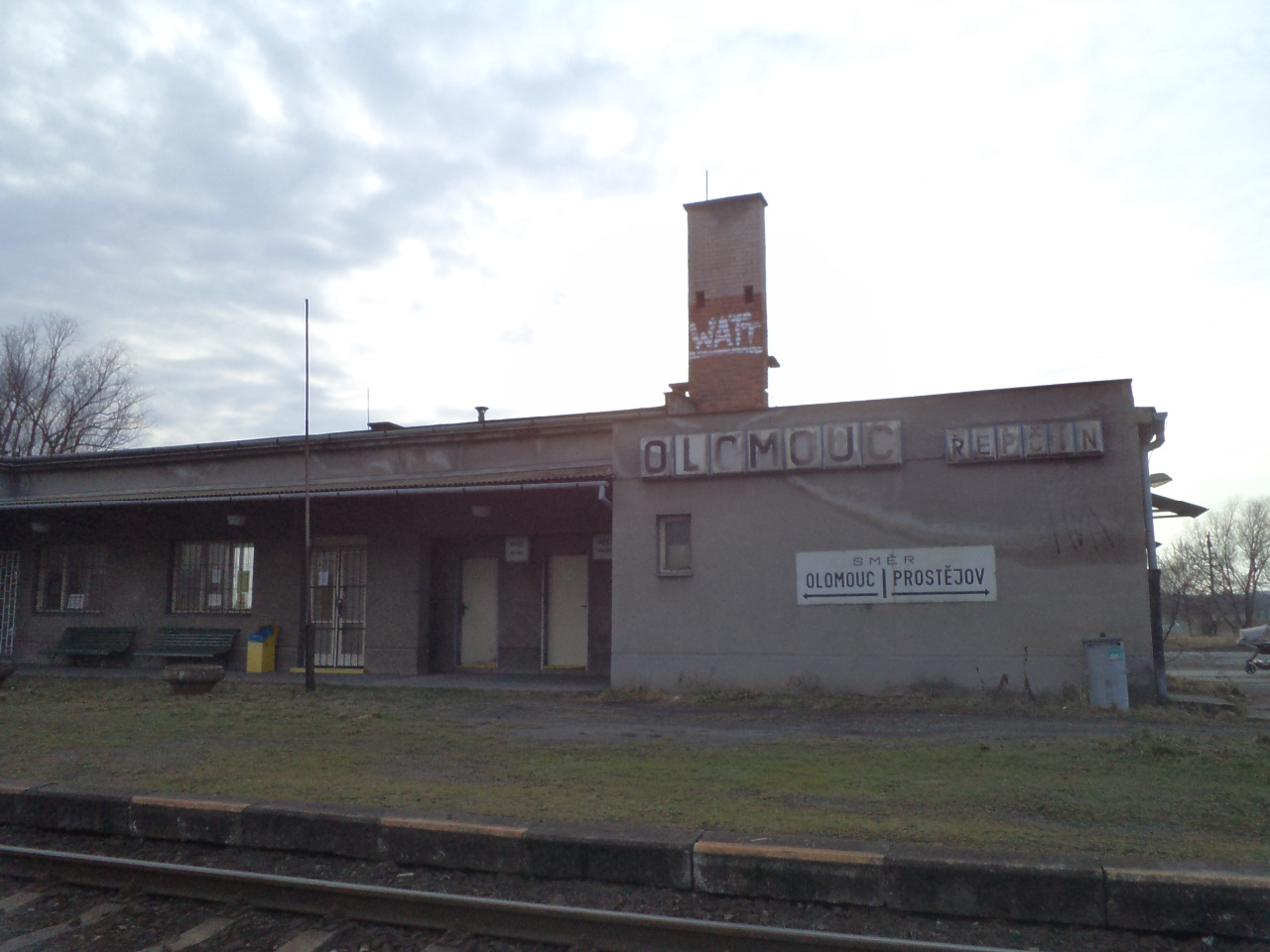
Nerekonstruovaná budova v roce 2015

## Staniční budova
Staniční budova byla v původním stavu do dubna 2020, kdy nejprve došlo k demolici části čekárny. Její zbytek spolu s dopravní kanceláří a technologickým zázemím prošly celkovou  rekonstrukcí, kdy došlo např. k zateplení budovy, vybudování nových toalet, či střechy (původně měla budova plochou střechu). Nová fasáda po rekonstrukci má vzhledově zapadat do industriálního okolí.
Na rekonstrukci budovy navázala přestavba nástupiště u budovy (u hlavní staniční koleje), díky čemuž je stanice plně bezbariérově přístupná.